# 小池美朝
小池 美朝（こいけ みあさ、1998年8月6日 - ）は、日本のアーチェリー選手である。大分県出身。

## 来歴
6歳より父親の勧めでアーチェリーを始める。
初めて間もないころから全日本小学生中学生アーチェリー選手権大会を皮切りに数々の大会で優秀な成績を治める。
2015年にはジュニアオリンピックカップ第33回全国高校アーチェリー選抜大会女子個人戦で優勝を果たし、大分県知事より県賞詞（県民栄誉賞）を授与される。

## 経歴
- 私立大分中学校卒業
- 私立大分高等学校在籍中

## 実績
- 2012年第3回全日本ユース室内選手権大会アーチェリー中学女子部門　優勝
- 2012年第7回全日本小学生中学生アーチェリー選手権大会　優勝
- 2013年第33回中日オープンインドア・アーチェリー大会　優勝
- 2013年第13回世界ユースアーチェリー選手権大会　優勝
- 2013年第8回全日本小学生中学生アーチェリー選手権大会　優勝（2連覇：大会新記録）